# Stuhl (Bibel)

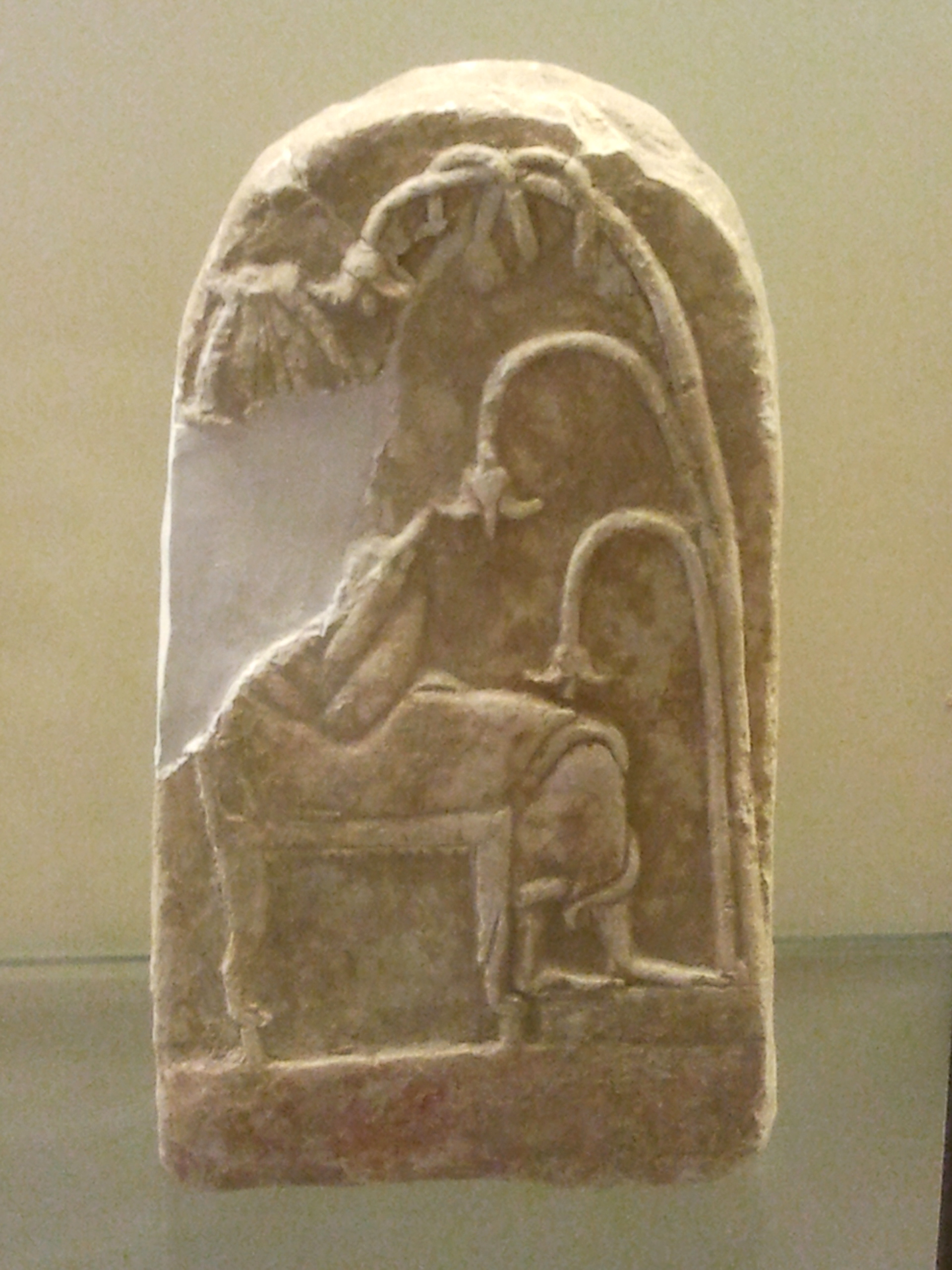
Stuhl/Thron mit Löwenfüßen, Stele aus Tel Beit Mirsim (Hecht Museum, Haifa)

Der Stuhl (hebräisch כִסֵּּא kisse) ist in der Bibel die Sitzgelegenheit bedeutender Menschen; das Bibelhebräische unterscheidet nicht zwischen Hocker, Stuhl und Thron. Die einfache Bevölkerung saß „in der noch heute im Vorderen Orient üblichen hockenden Stellung“ auf dem Fußboden.

## Hocker und Stühle

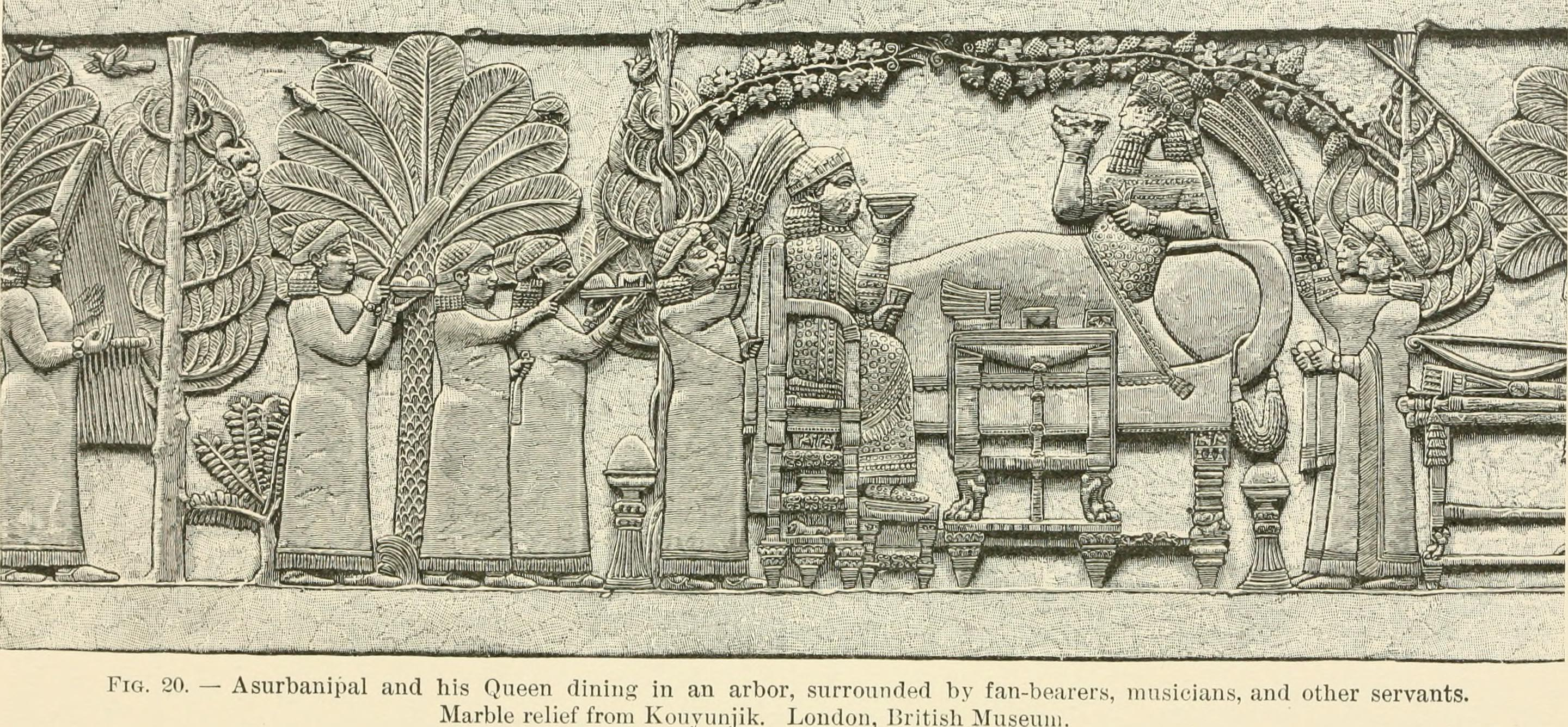
Assurbanipal (auf einem Diwan) und seine Ehefrau (auf einem Stuhl) beim Imbiss in einer Gartenlaube. (Assyrisches Relief, British Museum)

Das gleiche Wort kann Sitzmöbel mit und ohne Rückenlehne bezeichnen. Erst aus dem Kontext wird beispielsweise klar, dass der Priester Eli auf einem Hocker saß, denn er fiel hintenüber und brach sich das Genick (1 Sam 4,12–18 ).
Die archäologische Bezeugung des Möbelstücks im palästinensischen Raum ist spärlich. In einem eisenzeitlichen Grab von Tell Fara wurden bronzene Fuß- und Eckstücke hölzerner Möbel gefunden, die sich zu einem Bett und wahrscheinlich auch Stuhl ergänzen lassen.
Ein Alabasterrelief aus Ninive (Foto) zeigt, wie Assurbanipal und Ehefrau in einer Laube unter Weinranken speisen. Der Herrscher ruht auf einem Diwan, wobei Details erkennbar sind: es ist ein hölzernes Möbelstück, auf das Elfenbeintäfelchen als Dekoration aufgeklebt wurden. Die Königin sitzt auf einem Stuhl mit Rücken- und Seitenlehnen. Dessen Höhe erfordert einen Schemel.

## Stuhl des Mose

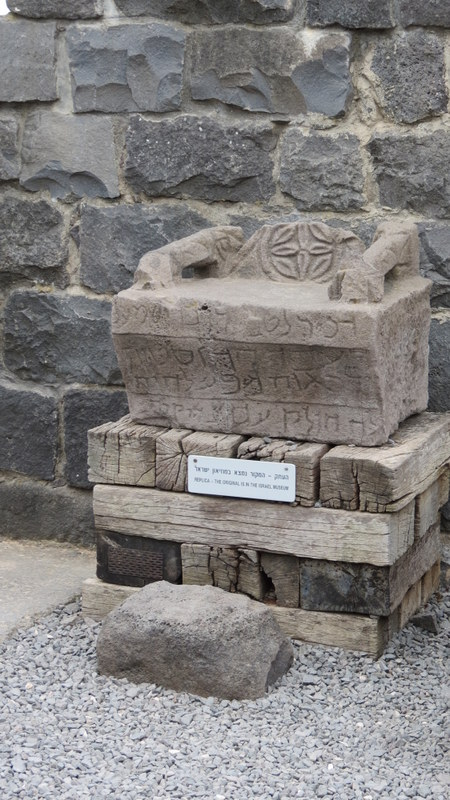
„Stuhl des Mose“ in der Synagoge von Chorazin (Replik, Original im Israel Museum)

Das altgriechische Wort καθέδρα (kathédra) „Sitz, Sessel“ ging als Lehnwort in die rabbinische Literatur ein. Es hat auch die spezielle Bedeutung „Lehrstuhl“ (vgl. Katheder), und damit begegnet es im Neuen Testament: der „Stuhl des Mose“, auf dem die Pharisäer Platz genommen haben (Mt 21,12 , Mk 11,15 ).
Das ist nicht nur metaphorisch gemeint, vielmehr wurde in spätantiken Synagogen ein „Marmorsessel in der Nähe des Toraschreins“ gefunden, „auf dem der Gelehrte gegenüber dem Volk Platz nahm und lehrte.“

## Thron des Königs

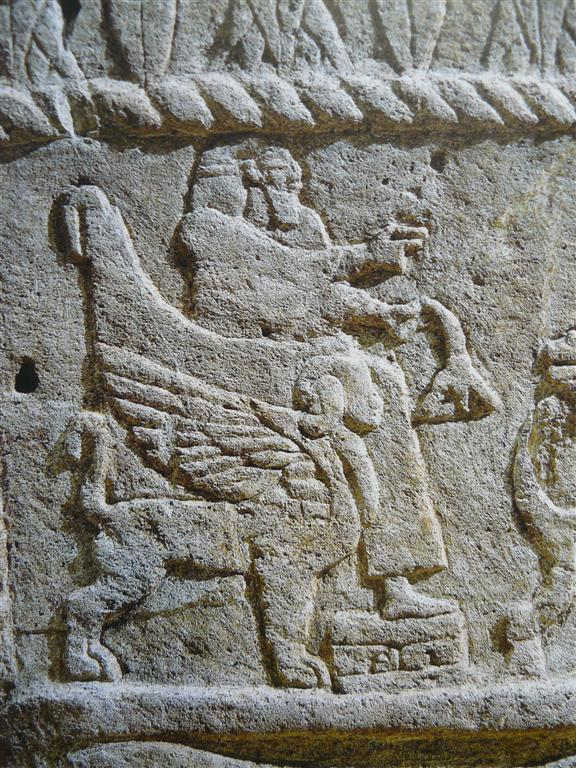
Detail des Ahiram-Sarkophags (Nationalmuseum Beirut)

Von einem Stuhl hochgestellter Persönlichkeiten unterschied sich der Thron durch seine kostbaren Materialien. Wirkungsgeschichtlich bedeutsam ist die Beschreibung des Thrones Salomos in 1 Kön 10,18–20 . Dieser Thron bestand nicht „aus Elfenbein“, sondern war mit Elfenbeinplättchen dekoriert, wie die Gartenmöbel auf dem Relief aus Ninive illustrieren. Er besaß Rücken- und Seitenlehnen. Auch ist ein Thron oft durch Darstellungen mythischer Wesen hervorgehoben, im Falle Salomos mit Löwen. „Die Löwendekoration ... will Macht symbolisieren: geradezu übermenschliche Macht.“
Man kann sich Salomos Thron ähnlich vorstellen wie die Darstellungen eines Thrones auf dem Ahiram-Sarkophag und auf einem Elfenbeinrelief aus Megiddo.
Die Realität im Israel des Alten Testaments war vielleicht schlichter. Eine aus Palästina stammende Scherbe zeigt (fragmentarisch) einen sitzenden judäischen König auf seinem Thron, einem „offensichtlich recht einfach gefertigten Stuhl.“

## Fußschemel
Der Stuhl oder Thron wird oft um eine Fußbank ergänzt. Schemel sind nicht auf die Ikonographie des Herrschers oder der Gottheit beschränkt, haben hier aber eine besondere Funktion. Denn der Fußschemel gestattet es, den Thron und damit die Bedeutung des darauf Sitzenden zu erhöhen.

## Kerubenthron Gottes

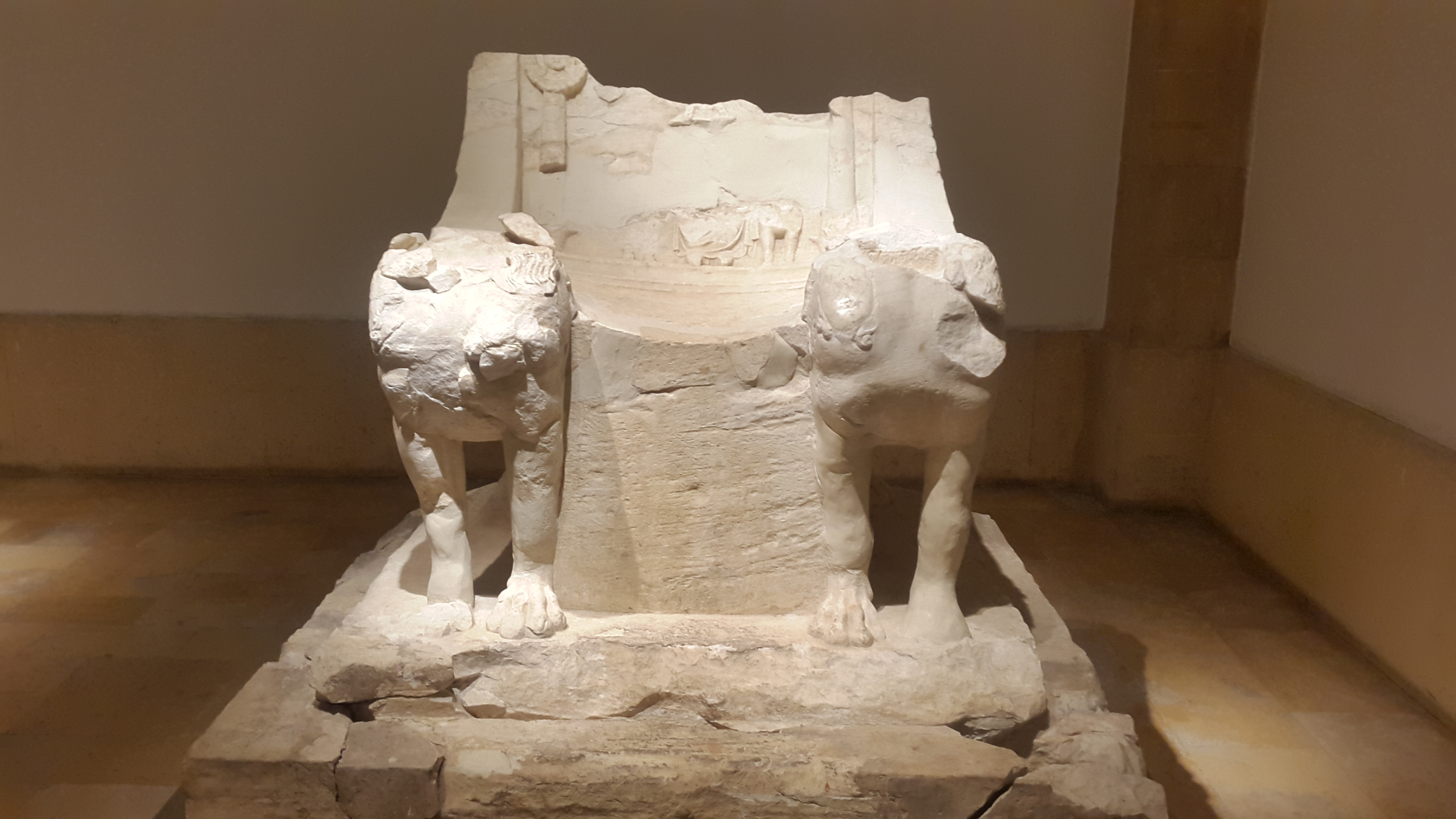
Fragment eines Marmorthrones (Nationalmuseum Beirut)

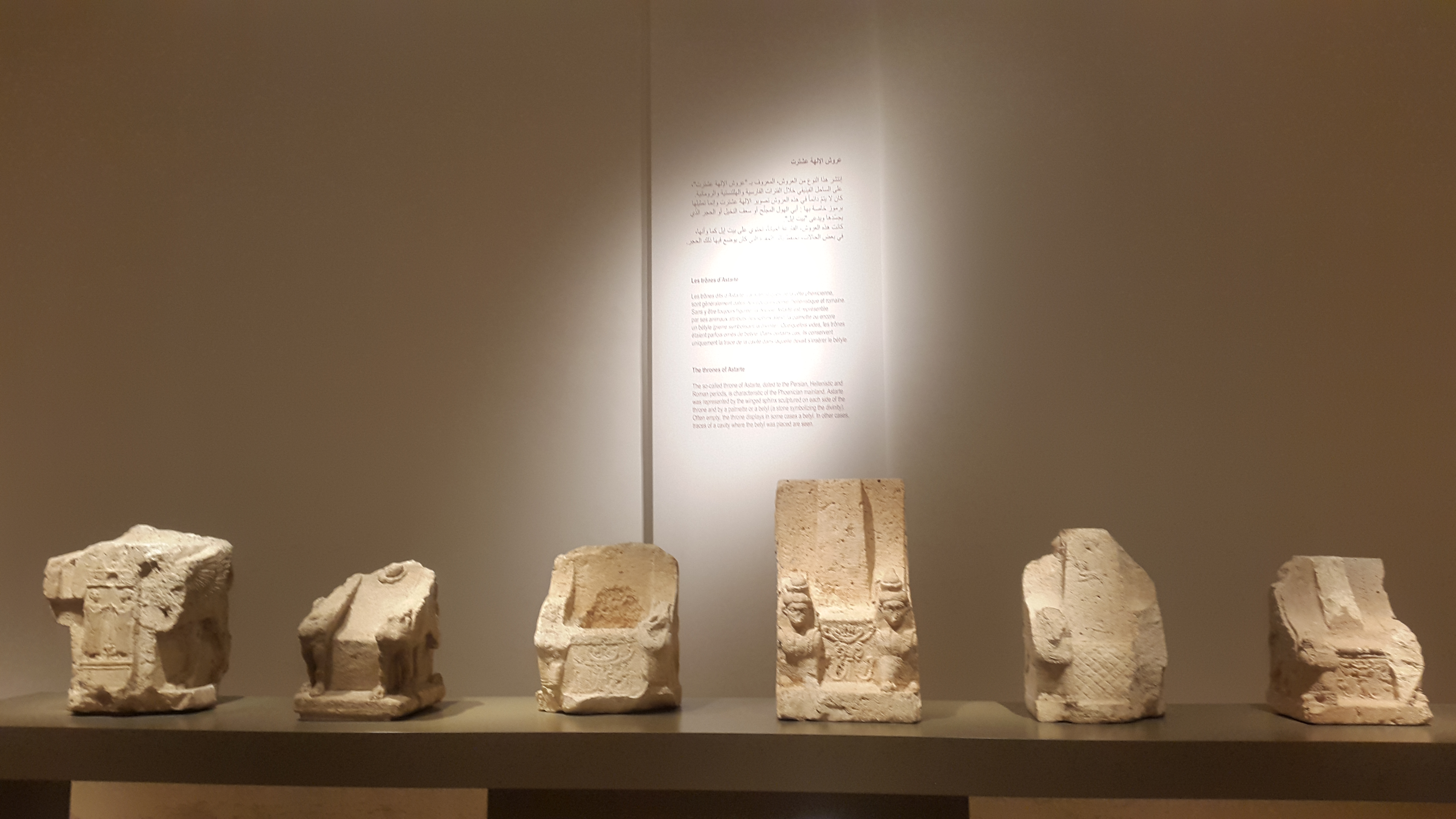
Gruppe von Sphingenthronen (Nationalmuseum Beirut)

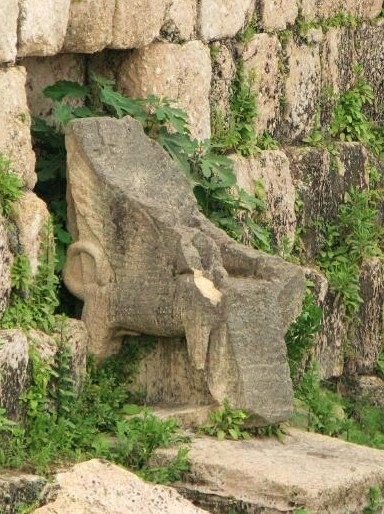
„Astarte-Thron“ (Cherubenthron) im Eschmun-Tempel bei Sidon (Saida), Libanon.

Keruben, außerbiblisch auch als Sphingen bezeichnet, sind geflügelte Mischwesen mit einem Löwenkörper und einem menschlichen Gesicht, die in der Ikonographie des Alten Testaments und seiner Nachbarkulturen eine wichtige Rolle spielten. (Wie Othmar Keel pointiert formulierte, hatte ein Kerub mehr Ähnlichkeit mit einem Cyborg als mit der Engelsgestalt des Cheruben, wie er in der christlichen Kunst dargestellt wurde.) Keruben hatten eine Wächter- und eine Trägerfunktion. Letzteres macht sie zu einem passenden Motiv zur Gestaltung der Seitenteile eines Thrones. Solche Kerubenthrone eines Königs sind in Megiddo (13./12. Jahrhundert v. Chr.) dargestellt. Sie steigerten die „numinose Mächtigkeit“ des darauf sitzenden Herrschers. Insgesamt sind aus der Kultur der Kanaanäer und Phönizier zehn Kerubenthrone  der Spätbronzezeit und frühen Eisenzeit bekannt.
Aus dem phönizischen Kulturkreis ist eine Gruppe von Kalksteinmodellen des sogenannten „Sphingenthrons“ von Interesse (Höhe zwischen 47 und 95 cm, siehe Foto), denn diese waren Sitze für Gottheiten:
- Sphingenthron aus Sidon, 7. Jahrhundert v. Chr.;
- Sphingenthron aus dem Südlibanon, 7. Jahrhundert v. Chr.;
- Sphingenthron aus Byblos, hellenistisch;
- Sphingenthron aus Hirbet et-Tayyibe (Südlibanon) mit Weihinschrift für Astarte, hellenistisch;
- Zwei Sphingenthrone aus Umm el-Amed (Südlibanon), hellenistisch.[13]

Die phönizische Ikonographie hatte zwischen dem 8. und dem 5. Jahrhundert v. Chr. die Vorstellung von thronenden Gottheiten ins Zentrum gerückt; thronende Menschen wurden kaum noch dargestellt. (Wegen der Beschriftung eines Exemplars wird manchmal die ganze Gruppe der Thronmodelle unzutreffenderweise als „Astarte-Throne“ bezeichnet.) Hierin zeigt sich eine Nähe zur Ikonographie des Alten Testaments.
Zu den Beinamen JHWHs gehört „der Kerubenthroner“, zum Beispiel in Ps 99,1 . Dieser Gottesname kommt aus der Jerusalemer Kulttradition, denn damit ist der vom Zion aus die Welt regierende Gott gemeint. Der Kerubenthron im Salomonischen Tempel war nach 1 Kön 6,23–28  etwa 5 Meter hoch und bestand aus zwei parallel stehenden Kerubenfiguren aus Olivenholz, die mit ihren Flügeln die Sitz- und Rückenfläche des Thrones bildeten.
Der Thron, auf dem JHWH unsichtbar Platz nahm, wurde also nach dem Bildmaterial der altorientalischen Umwelt gestaltet. Die in den Psalmen häufige Formulierung „Schutz im Schatten der Flügel“ (zum Beispiel Ps 91,4 ) bezieht sich auf die Flügel des Kerubenthrons.

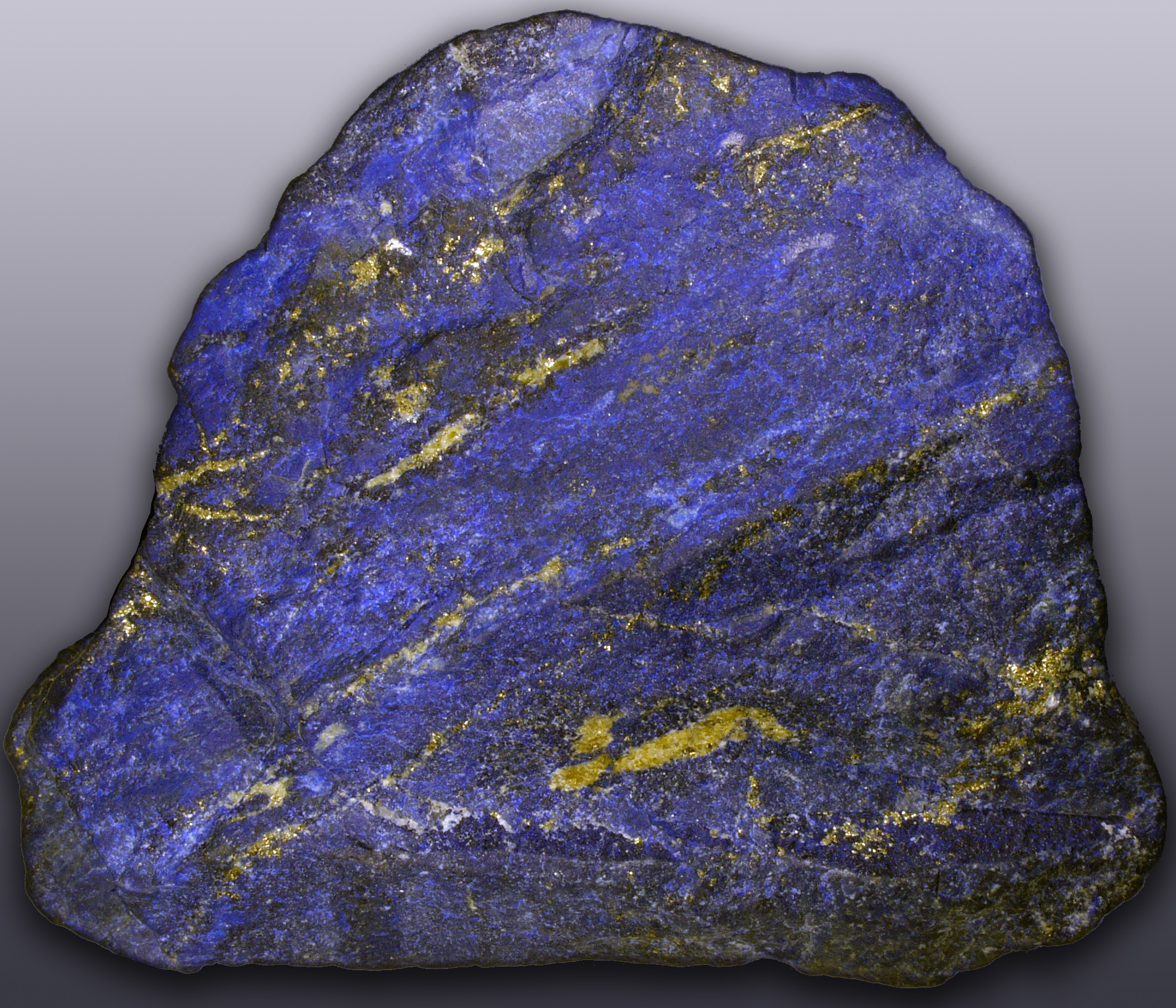
Lapislazuli mit Pyrit-Einsprengseln, in der Bildwelt des Alten Orients der Nachthimmel mit Sternen

## Himmlischer Thron Gottes
Die babylonische Gefangenschaft bedeutete eine schwere Krise, denn die Gläubigen waren nun sehr weit entfernt von ihrem auf dem Zion residierenden Gott. Die Eingangsvision im Ezechielbuch ermöglichte einen Neuanfang. Ezechiel beschreibt:
- vier throntragende Wesen (keine Keruben, sondern vierflüglige Wesen, die mit den Himmelsrichtungen assoziiert werden und dadurch auf die Allgegenwart Gottes verweisen);
- darüber: eine Platte – das Firmament des altorientalischen Weltbildes, in Ezechiels Vision ist es wie aus Kristall oder glitzernd wie Eis;
- darüber: etwas wie Lapislazuli, einem Thron gleichend;
- darüber: die Gottheit, einem Menschen ähnlich, eine Lichterscheinung, von einem Regenbogen umstrahlt.

Gott, der im Himmel thront, ist seinen Gläubigen überall gleich nahe, wohin es diese auch verschlagen hat. Die in der Vision geschauten Räder verstärken den Gedanken der Allgegenwart. Sie sind in der Vision selbständige Elemente und werden erst in der Auslegungsgeschichte zu Rädern eines Thronwagens (Merkaba, ein Begriff, der bei Ezechiel noch nicht vorkommt).
Hinsichtlich des Thrones gibt die Vision nur den Hinweis auf Lapislazuli (Ez 1,26 ; in älteren Übersetzungen: Saphir; zum Bedeutungswandel siehe dort). Dieser auf weiten Handelswegen importierte, überaus kostbare Stein wurde im Alten Orient wegen seiner golden schimmernden Einsprengsel mit dem Nachthimmel assoziiert.